# Eric Flaim
Eric Joseph Flaim (ur. 9 marca 1967 w Pembroke) – amerykański łyżwiarz szybki, startujący także w short tracku. Dwukrotny medalista olimpijski, dwukrotny medalista mistrzostw świata oraz zdobywca Pucharu Świata.

## Kariera
Karierę zaczynał od short tracku, jednak pierwsze medale zdobywał na długim torze. Największe sukcesy odniósł w 1988 roku, kiedy zdobył trzy medale na międzynarodowych imprezach. Na początku lutego zdobył brązowy medal na mistrzostwach świata w wieloboju sprinterskim w West Allis. W zawodach tych wyprzedzili go jedynie jego rodak Dan Jansen oraz Uwe-Jens Mey z NRD. Niecałe dwa tygodnie później wywalczył srebrny medal na dystansie 1500 m podczas igrzysk olimpijskich w Calgary. Uległ tam tylko André Hoffmannowi z NRD, a trzecie miejsce zajął Austriak Michael Hadschieff. Na tych samych igrzyskach był też czwarty w biegach na 1000 m, 5000 m i 10 000 m. W marcu tego samego roku Flaim zwyciężył na wielobojowych mistrzostwach świata w Medeo. Wystartował także na igrzyskach w Albertville, gdzie jego najlepszym wynikiem było szóste miejsce na dystansie 5000 m. Wielokrotnie stawał na podium zawodów Pucharu Świata, przy czym odniósł trzy zwycięstwa. W sezonie 1988/1989 zwyciężył w klasyfikacji końcowej 1500 m.
Po 1992 roku wrócił do short tracku. Podczas igrzysk olimpijskich w Lillehammer w 1994 roku wspólnie z kolegami z reprezentacji zdobył srebrny medal w sztafecie. Flaim został tym samym pierwszym medalistą olimpijskim w dwóch różnych łyżwiarskich dyscyplinach. Indywidualnie był dziesiąty na 1000 m, a bieg na 500 m zakończył na 25. pozycji. W sztafecie brał także udział na igrzyskach w Nagano cztery lata później, gdzie Amerykanie zajęli szóste miejsce.
W 1998 był chorążym amerykańskiej ekipy olimpijskiej.

### Mistrzostwa świata
- Mistrzostwa świata w wieloboju
  - złoto – 1988
- Mistrzostwa świata w wieloboju sprinterskim
  - brąz – 1988